# イピトス
イピトス（Ιφιτος）は古代ギリシアのエーリスの王で古代オリンピック（オリュンピア祭）を再興したとされる人物。イフィトスとも表記する。オイカリア王エウリュトスの息子で、ヘーラクレースに殺されたイピトスとは別人である。
パウサニアースによれば、戦争と疫病によって国土が荒廃したため、イピトスがデルポイの神託を受けたところ、王およびエーリス人の手で、絶えていたオリュンピア祭を復活させるよう命じられた。王はエーリスの人々に敵視されていたヘーラクレースへの供犠もあわせて行うこととした。
イピトスは自らオリュンピア祭を主催し、大祭の期間中の休戦を布告し、競技の審判も行った。その後も第50回大会（紀元前580年）までエーリス王が大祭を取り仕切った。オリュンピアのゼウス神殿内には休戦の女神から冠をうけるイピトスの像があり、ヘーラー宮殿でパウサニアースは休戦条約を刻んだイピトスの円盤を目にしている。